# Disney's Hotel New York

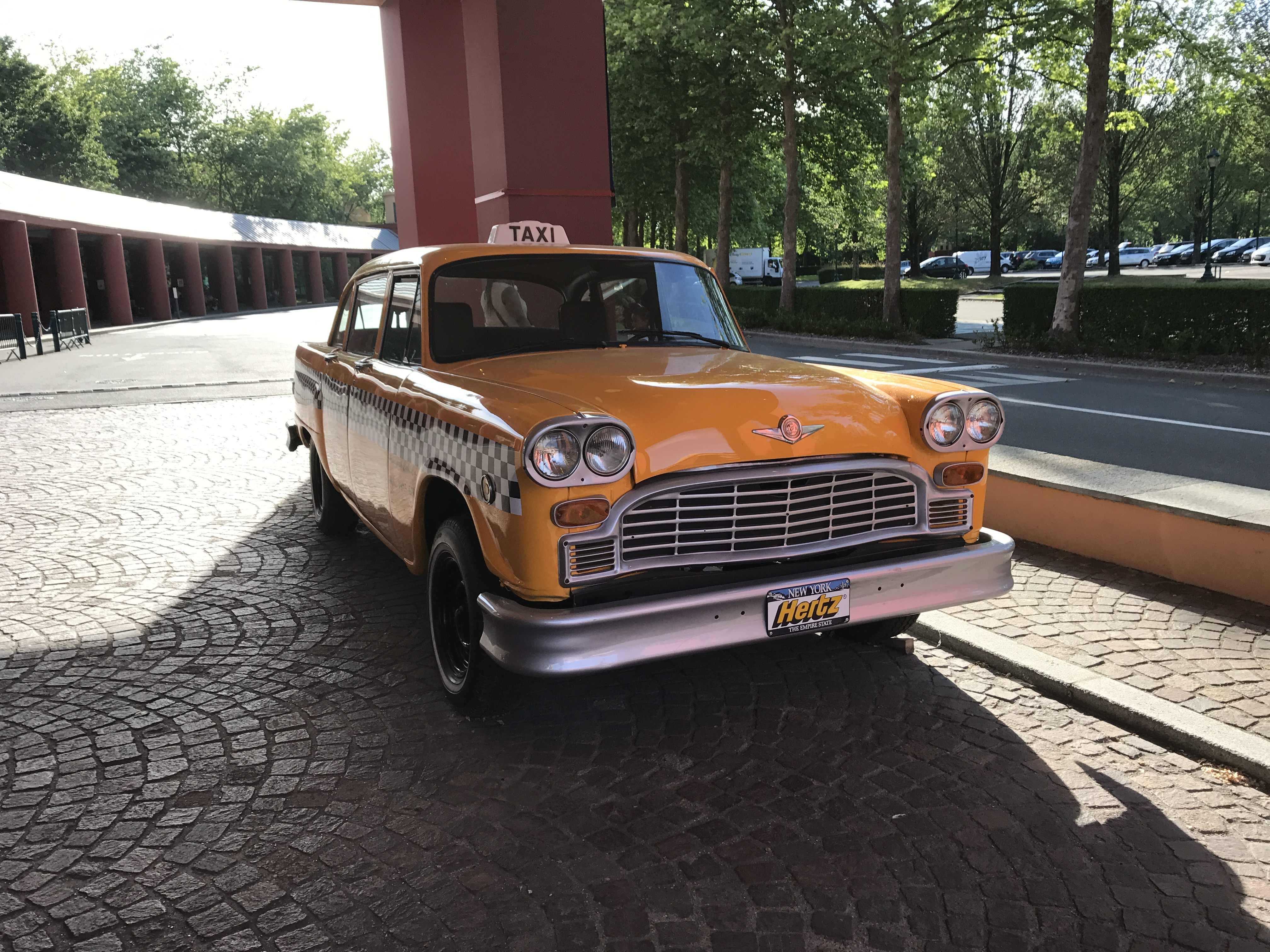
Entrada al Disney's Hotel New York, protagonizada por un taxi clásico.

Disney's Hotel New York es un hotel situado en Disneyland París diseñado por el arquitecto Michael Graves; el cual abrió junto con Disneyland París en abril de 1992. El hotel intenta concentrar lo mejor de los hoteles de Nueva York desde los años 30 del siglo XX. El exterior del hotel, está trabajado para que simule ser un rascacielos. Hay varias diferencias entre el hotel y los de los años 30, tales como algunos restaurantes de Manhattan que están basados en situaciones posteriores, las ilustraciones del mundo exhibidas en 1939 en Rockefeller Center, una plaza basada de Rockefeller; un gran patio que proporcionaba una gran pista de patinaje sobre hielo en invierno y en verano ofrecía un mapa de Manhattan. 
- Datos: Q2279511
- Multimedia: Disney's Hotel New York / Q2279511